# Сильвестр (Холмский)
Митропролит Сильвестр (Холмский или Холмов; ум. 31 апреля (11 апреля) 1735, Выборг) — епископ Русской православной церкви, митрополит Казанский и Свияжский.

## Биография
Имя в миру, дата и точное место рождения не известны. «Холмский» вероятно не является фамилией, а дано по месту рождения — дворян Холмских в России того времени не было. Прозвище «Холмский», скорее всего, происходит от городка Холм (ныне в Новгородской области). Это подтверждается и тем, что пострижение и начало духовной карьеры состоялись на северо-западе России, в Новгороде.
Обучался в Киево-Могилянской Академии.
В конце XVII столетия он был пострижен в монашество и назначен казначеем Новгородского архиерейского дома при митрополите Новгородском Иове.
В декабре 1700 года возведён в сан архимандрита Деревяницкого Воскресенского монастыря.
В 1701 году переведён в новгородский Юрьев монастырь.
22 октября 1704 года назначен настоятелем Троице-Сергиева монастыря.
14 сентября 1708 года рукоположен в митрополита Нижегородского и Алатырского, каковую кафедру занимал 11 лет.
С 5 марта 1719 года — митрополит Смоленский.
С 3 марта 1720 года — митрополит Тверской.
Митрополит Сильвестр много заботился о просвещении, но не был усердным проповедником и выразителем преобразовательных идей и начинаний Петра I; был близок к царевичу Алексею и разделял с ним недовольство реформами Петра. Он не признавал особого авторитета за Синодом.
В 1723 году нападками архиепископа Новгородского Феодосия, без всякой вины, лишён звания митрополита и 3 февраля 1723 года определён епископом в Рязань.
25 июня 1725 года перемещён в Казань и 7 августа возведён в сан архиепископа.
В 1727 года он бил челом «за безвинное терпение и ввиду того, что звание митрополита он получил раньше указа, запрещающего посвящать в митрополиты, — о возвращении ему этого звания, ради степени Казанской митрополии и по примеру Сибирского митрополита, удержавшего это звание». Просьба была уважена 15 марта 1727 года: архиепископу возвращен сан митрополита, но с правом носить только чёрный клобук.
В звании епархиального архиерея он был очень деятельным: устраивал дома, церкви, странноприимницы и подворья; известны его заботы о школах, о крещении татар и льготах для них; преследовал раскол и штрафовал духовенство за укрывательство.
В 1731 году был обвинён в послаблениях сосланному в Свияжский монастырь Коломенскому архиепископу Игнатию Смоле и за единомыслие с противною партией архиепископу Феофану Прокоповичу, 30 декабря отослан, с преданием суду, на жительство в Александро-Невский монастырь, 28 марта 1732 года переведён в Псковский Крыпецкий монастырь.
19 октября 1732 года лишён сана и простым монахом сослан в Выборг, где и скончался в замке 31 мая 1735 года.